# Granollers (Torrefeta i Florejacs)
Granollers, també conegut com a Granollers de Segarra és un petit nucli de població de tan sols 4 habitants que forma part del municipi de Torrefeta i Florejacs (la Segarra). L'origen del topònim podria deure's al zoònim «granolla», forma antiga equivalent a l'actual granota. El nucli està situat al nord-est del terme i a ponent de Selvanera, poble amb el qual formaven terme independent fins al segle xix. La població està formada per dues masies, Ca l'Alsedà i Ca l'Espinal i l'església dedicada a Sant Jaume, sufragània de la de Sant Sebastià i Sant Isidre de Selvanera. A prop del poble trobem els aiguamolls o patamolls de Granollers, zona humida d'interès per l'avifauna que alberga.